# 18228 Hyperenor
18228 Hyperenor è un asteroide troiano di Giove del campo troiano. Scoperto nel 1971, presenta un'orbita caratterizzata da un semiasse maggiore pari a 5,2827269 UA e da un'eccentricità di 0,1263691, inclinata di 3,20018° rispetto all'eclittica.
L'asteroide è dedicato a Iperenore, guerriero troiano.